# 玉津浦駅
玉津浦駅（たまつうらえき）は、かつて愛知県碧南市塩浜町3丁目にあった名古屋鉄道三河線の駅（廃駅）である。

## 歴史
- 1926年（大正15年）9月1日：大浜港（のちの碧南） - 神谷（のちの松木島）間（当時：三河鉄道）の開通に伴い開業[1]。
- 1935年（昭和10年）：構外側線として大浜臨港線運送株式会社専用線が開通[2]。
- 1941年（昭和16年）6月1日：三河鉄道が名古屋鉄道に合併。同社三河線の駅となる。
- 1959年（昭和34年）12月3日：専用線廃止[2]。一部が大浜三鱗側線として残存[3]。
- 1961年（昭和36年）5月11日：貨物営業廃止[4]。
- 1966年（昭和41年）：無人化[5]。
- 1967年（昭和42年）：駅舎解体[6]。
- 1968年（昭和43年）4月1日：大浜三鱗側線廃止[3]。
- 1990年（平成2年）7月1日：碧南 - 吉良吉田間の電化設備廃止[7]。レールバス（キハ20形）の営業開始[7]。
- 2004年（平成16年）4月1日：廃止[1]。

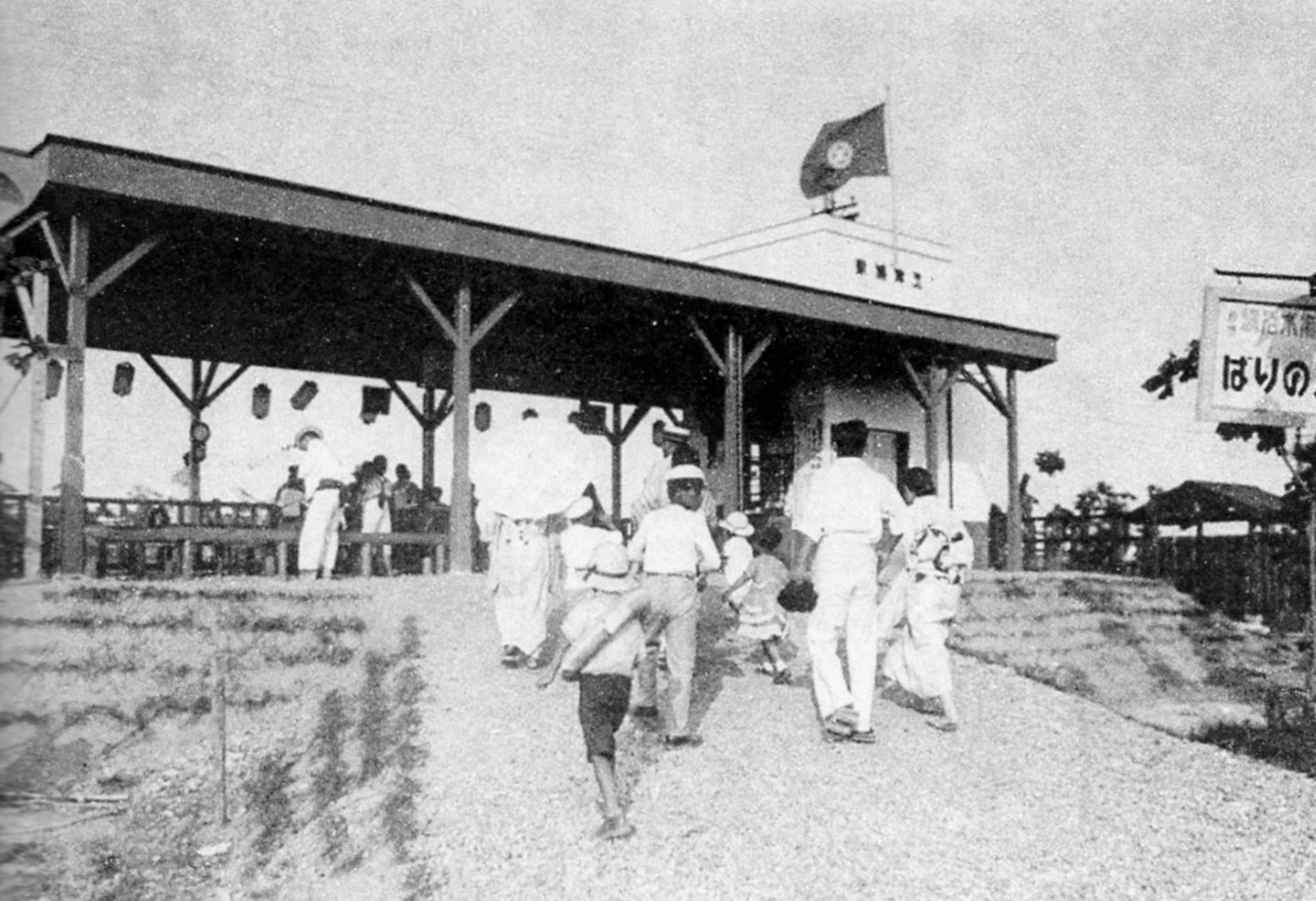
三河鉄道時代の玉津浦駅
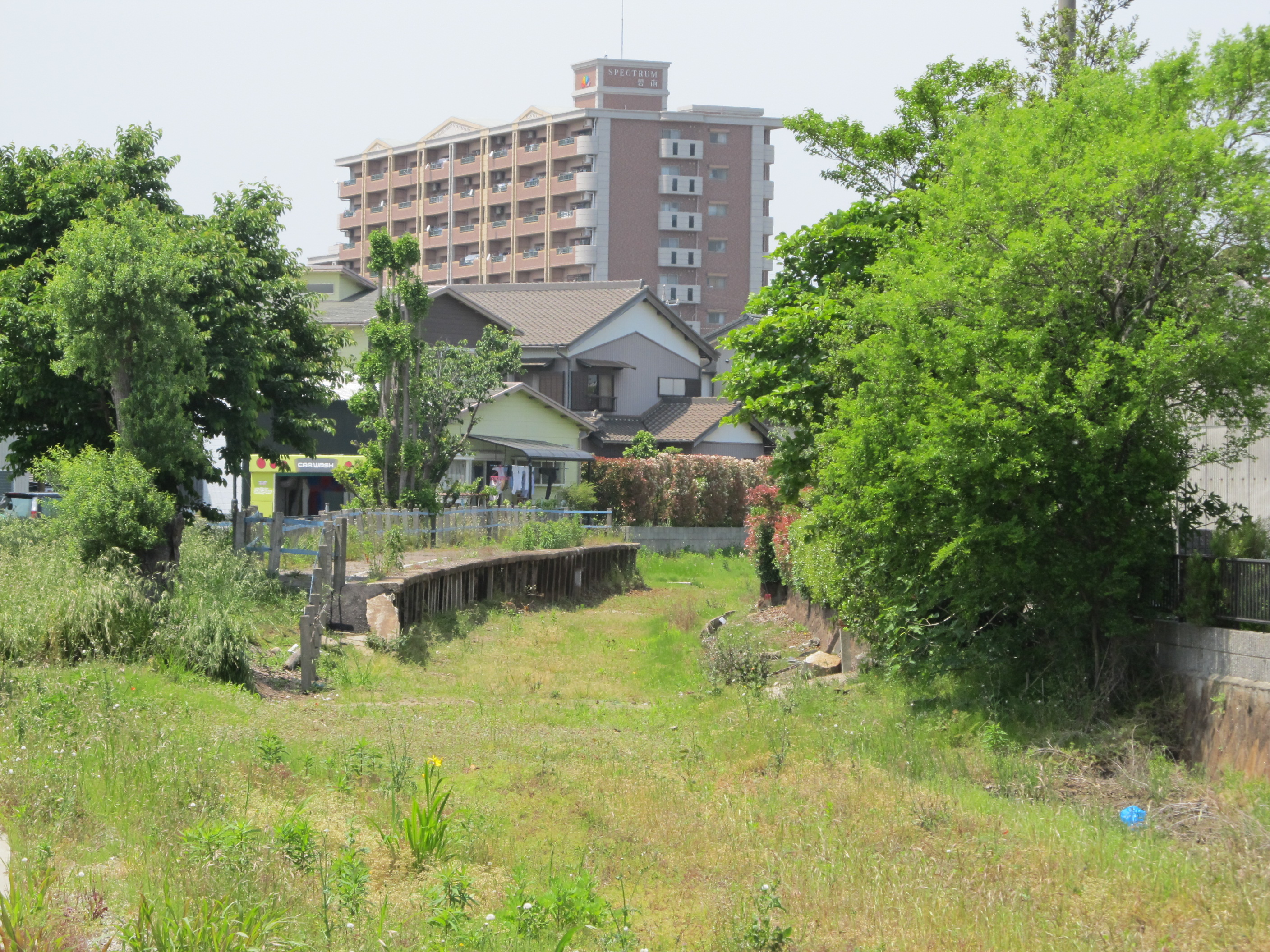
廃止後の玉津浦駅（2012年）
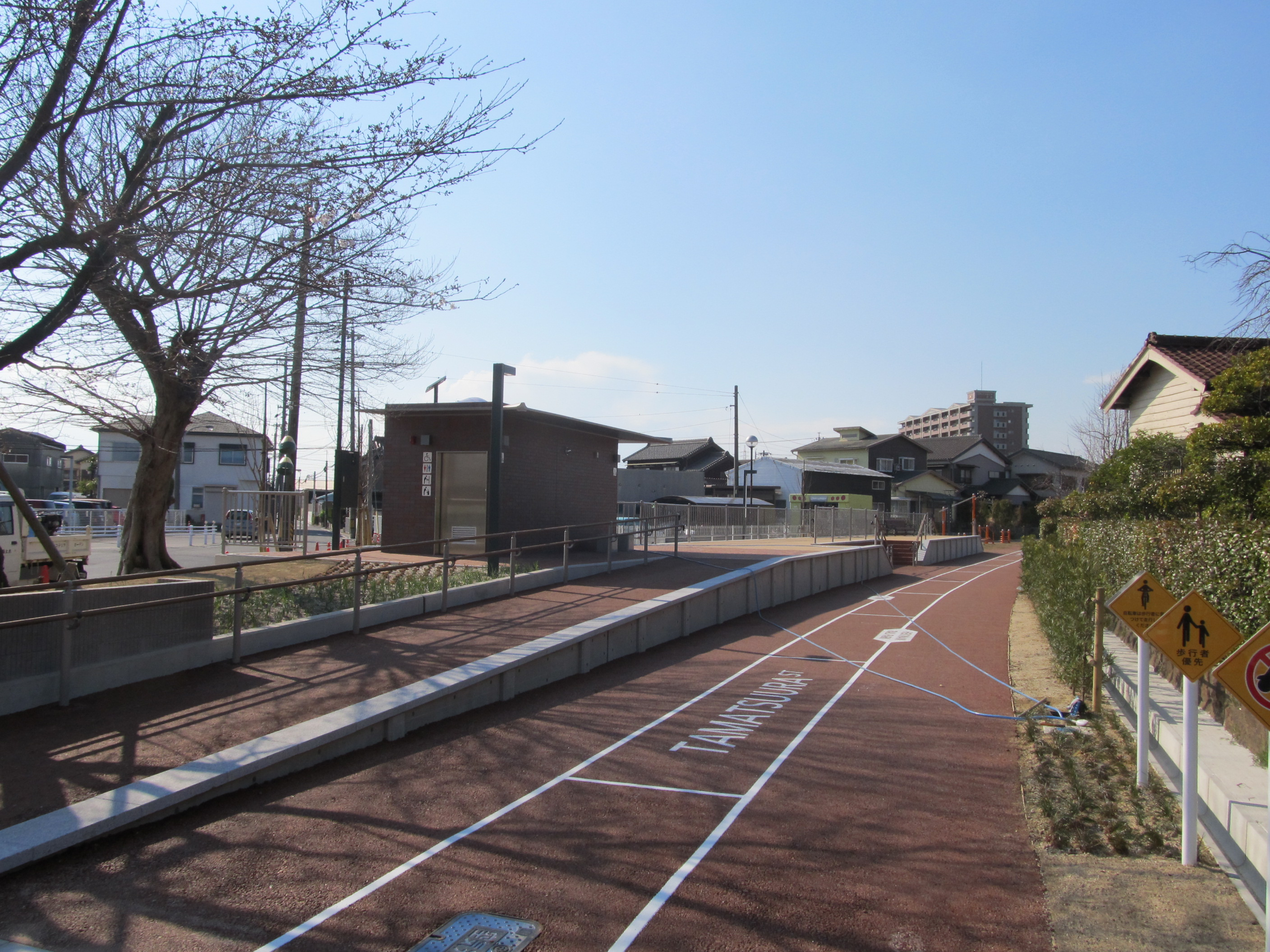
碧南レールパークになった玉津浦駅跡地

## 駅構造
片面ホーム1面1線の停留場であった。晩年はホームに上屋はなかった。かつて当駅付近より貨物線（大浜臨港線運送の専用線）が伸びていた。

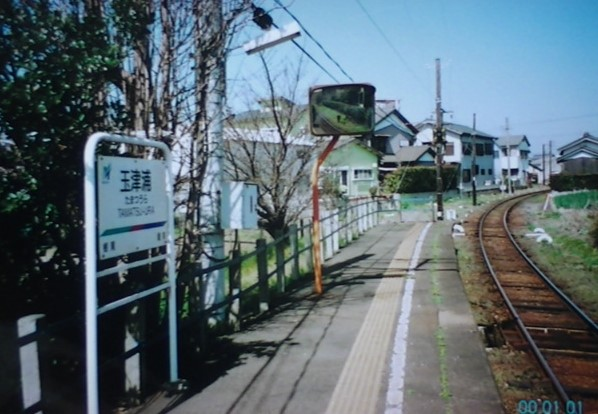
ホーム（2004年）

### 配線図
| ← 碧南駅   | 玉津浦駅 構内配線略図 | → 吉良吉田方面 |
| 凡例 出典: |                       |                |

### 大浜臨港線運送専用線
玉津浦駅から字大水落（現・岬町2丁目）まで伸びていた貨物側線は「大浜臨港線運送」が所有する専用線であり、大浜口支線と同じく衣浦港船運と鉄道とを中継するために建設された（大浜口支線が堀川で接続したのに対し、当側線は蜆川で接続した）。この側線には特別な名前も無く、一方で碧南駅 - 玉津浦駅間にあった大浜口支線の別称「大浜臨港線」が会社名と被っていた事もあり、両者は混同されやすい。
大浜口支線と異なり戦後まで存続し、玉津浦海水浴場への臨時輸送として旅客電車が走った事もあったが、伊勢湾台風の被災により1959年（昭和34年）12月3日に廃止された。廃止後、分岐点から駅裏までの0.1 km区間が大浜三鱗の専用線として1968年（昭和43年）4月1日まで使用された。

台風13号により浸水した玉津浦駅周辺。右下から左へ向かっているのが三河線で、右上へと伸びているのが大浜臨港線。
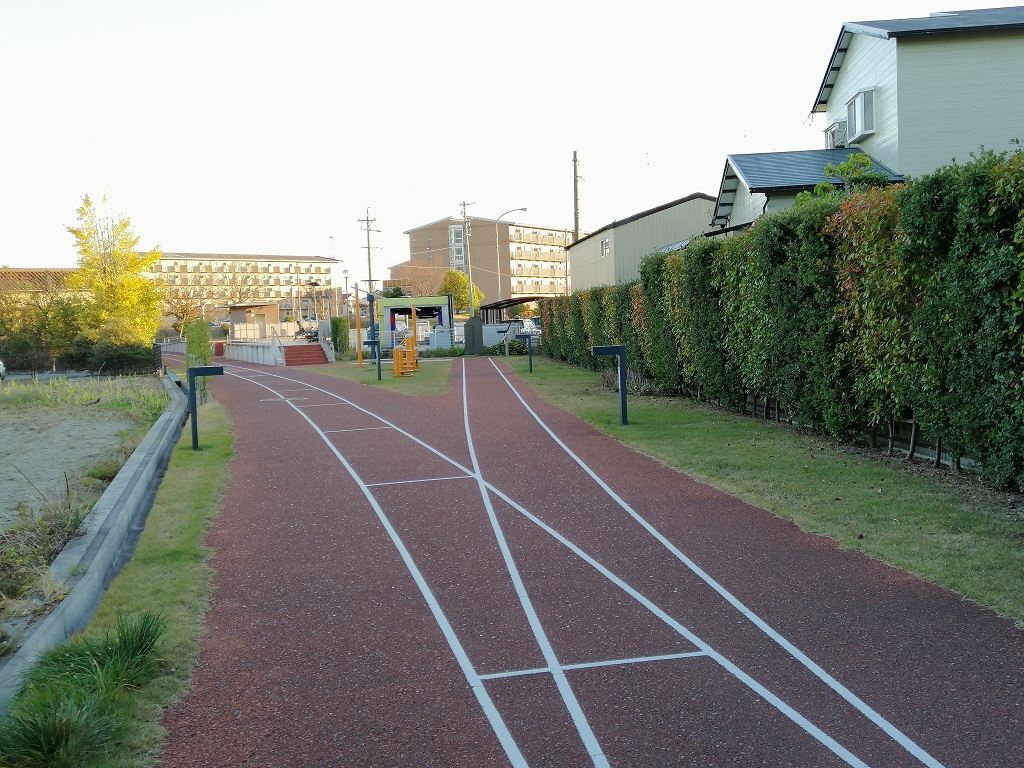
大浜臨港線の分岐を模したレールパークの右側2本の線
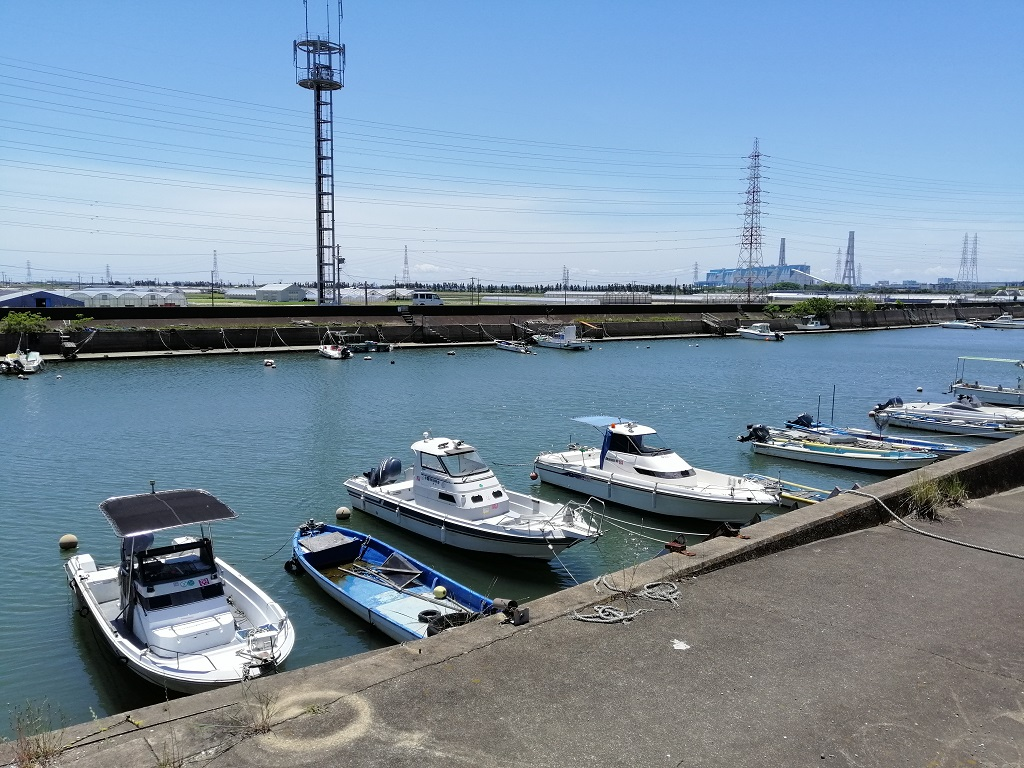
蜆川

## 利用状況
- 『名古屋鉄道百年史』によると1992年度当時の1日平均乗降人員は83人であり、この値は岐阜市内線均一運賃区間内各駅（岐阜市内線・田神線・美濃町線徹明町駅 - 琴塚駅間）を除く名鉄全駅（342駅）中338位、 三河線（38駅）中38位であった[10]。
- 『愛知統計年鑑』によると2003年度の乗車人員は1日平均32人であった[11]。2003年度までの1日平均乗車人員は下表の通り。

| 年度   | 1日平均 乗車人員 |
| ------ | ---------------- |
| 1998年 | 38               |
| 1999年 | 35               |
| 2000年 | 36               |
| 2001年 | 38               |
| 2002年 | 34               |
| 2003年 | 32               |

## 駅周辺
- 碧南市立大浜小学校
- 愛知県道307号玉津浦停車場線

## 隣の駅
名古屋鉄道
三河線（廃止区間）
碧南駅 - 玉津浦駅 - 棚尾駅
大浜臨港線運送
専用線
玉津浦駅 - 玉津浦海岸駅（臨時旅客輸送時の駅名）